# Киракосян, Акоп Гургенович
Ако́п Гурге́нович Киракося́н (арм. Հակոբ Գուրգենովիչ Կիրակոսյան; род. 7 февраля 1948, Ленинакан) — советский и российский режиссёр мультипликационных фильмов, продюсер.

## Биография[1]
Акоп Гургенович Киракосян родился 7 февраля 1948 в Ленинакане.
В 1971 окончил филологический факультет Ленинаканского государственного педагогического института, работал художником-оформителем в различных учреждениях Еревана.
В 1977—1981 стажировался на киностудии «Союзмультфильм» как режиссёр рисованной и объёмной анимации в том числе у Р. А. Качанова.
В 1977—1987 — аниматор на студии «Арменфильм», позднее — режиссёр.
С 1988 — аниматор на «Союзмультфильме», в 1997—1999 — начальник коммерческого отдела арендного предприятия "Киностудия «Союзмультфильм».
В начале 1990-х и в 1997—1999 — член Правления АП.
В 1999—2004 — заместитель директора ФГУП "Киностудия «Союзмультфильм», начальник коммерческого отдела.
С 2004 — директор ФГУП "Творческо-производственное предприятие "Киностудия «Союзмультфильм» (с 2005 — ТПО).

## Фильмография

### Продюсер
1. 2004 — Знакомые нашей ёлки
2. 2005 — История любви и одной лягушки
3. 2005 — Новые приключения попугая Кеши:
  - Кеша — рыболов
  - Мужество попугая Кеши
4. 2005 — Первая охота
5. 2005 — Поединок
6. 2005 — Похитители ёлок
7. 2006 — Гофманиада
8. 2006 — Кролик с капустного огорода
9. 2006 — Мена
10. 2006 — Новые приключения попугая Кеши:
  - Похищение попугая Кеши
  - Попугай Кеша и чудовище
11. 2007 — Дед Мазай и другие
12. 2008 — Прекрасная лягушка
13. 2009 — Школа снеговиков

### Режиссёр
- 1989 — Квартира из сыра
- 1992 — Фатум
- 1993 — Кибиточка на одном колесе